# ارزنق
ارزنق یکی از روستاهای استان آذربایجان شرقی است که در دهستان اردلان بخش مهربان شهرستان سرآب واقع شده‌است.
ارزنق بیش از ۴۷۰ خانواده حدود ۴۰۰۰ نفر جمعیت دارد.